# ゴーゴータクシー

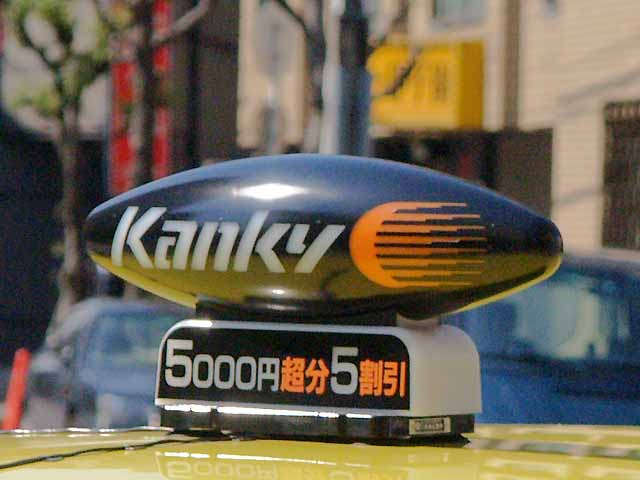
ゴーゴータクシーのサービスを示すあんどん（関西ハイタク事業協同組合（関協：Kankyo）のもの）

ゴーゴータクシーは、メーター額が5000円を越えると超過部分の運賃が5割引になる、タクシーの運賃割引サービスの1つである。略してゴーゴーとも言う。
例えば、メーター額が10000円である場合、通常は9900円（9000円を超える部分については1割引。東京特別区の場合）であるのに対し、ゴーゴータクシーであれば7500円（5000円＋5000円の5割引）となる。5000円以上の超過部分を5割引き、ということから55割（ゴーゴーわり）とも呼ばれる。
発祥は規制緩和後の大阪府である。このため、ゴーゴータクシーは大阪を中心とした近畿圏に多かった。かつては東京都にも進出し、関西中央グループ傘下である東京中央タクシーの新規参入が50台認められたが撤退している。また、2023年（令和5年）以降の運賃改定から9000円以上の超過部分を1割引き（91割：キューイチわり）という東京特別区同様の制度に移行する事業者が続出している。